# J Hus
Momodou Lamin Jallow (Stratford, Londres, 26 de maio de 1996), mais conhecido como J Hus, é um rapper e cantor britânico.